# Франкофонный колледж Оттавы
Франкофонный колледж Оттавы (название на сайте), официальное название фр. La Cité collégiale, Сите-Колежьяль, буквально «город-колледж» — крупнейший франкоязычный колледж в англоязычной канадской провинции Онтарио, дающий образование в сферах прикладных и технологических дисциплин. Создан в 1989 г. Главный кампус находится в г. Оттава по адресу 801 Aviation Parkway. В сентябре 2010 г. был открыт ещё один кампус в Орлеане, франкоязычном пригороде Оттавы. Кроме того, имеется сателлитный кампус в г. Хоксбери в 100 км от Оттавы, несколько предметов преподаются в г. Пемброк, а в Торонто расположено деловое представительство и также преподаются несколько программ.

## Современный статус
По состоянию на 2011 г. предлагает более 90 программ, насчитывает около 4 700 студентов из Онтарио, других провинций Канады и из-за рубежа. В 2011 г. колледж занял 1-е место среди 24 колледжей Онтарио по удовлетворённости студентов, уровню занятости среди выпускников, полезности приобретённых знаний и навыков, общему качеству образовательного опыта и услуг, согласно результатам исследования Министерства образования, колледжей и университетов. Также колледж занял 2-е место по общему качеству своего оснащения.

## История
В 1967 г. правительство провинции Онтарио создало сеть колледжей. Ряд из них, в том числе Алгонкин-колледж в Оттаве и Сент-Лоренс-колледж в Корнуолле, предлагали программы на французском языке. В 1970-е гг. возник вопрос о целесообразности двуязычной модели обучения, стали выдвигаться предложения о создании отдельного франкоязычного колледжа. В августе 1988 г. правительство Онтарио одобрило создание франкоязычного колледжа с эксклюзивным (по отношению к другим колледжам Онтарио) правом ведения преподавания на французском языке.
В сентябре 1990 г. Франкофонный колледж открыл свои двери для 2300 студентов во временном помещении на бульваре Сен-Лоран в Оттаве. В 1993 г. Колледж приобрёл у Департамента общественных работ Канады участок земли, где ранее находилась Языковая школа Карсона (Carson School of Languages), примыкающий к шоссе Aviation Parkway. В том же году началось строительство постоянного кампуса, который открыл свои двери в 1995 г. В течение последующих 15 лет количество студентов возросло более чем вдвое и продолжает расти.

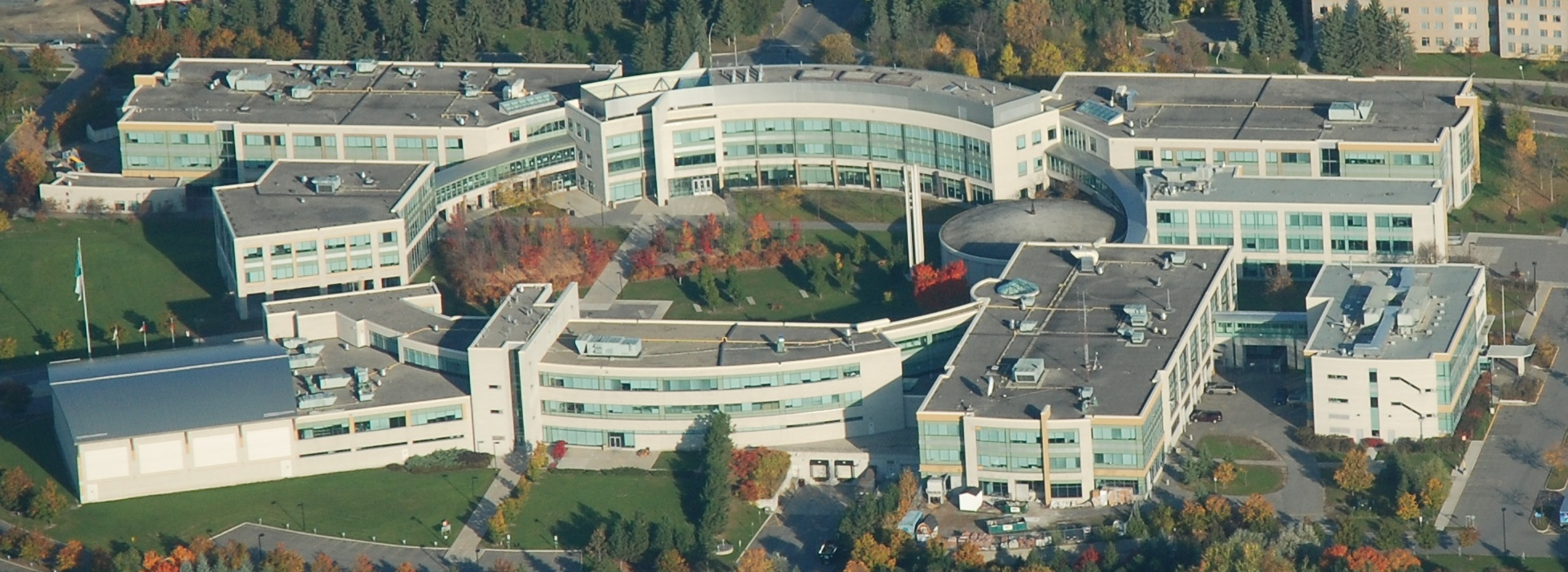
Кампус Франкофонного колледжа в Оттаве.

## Программы
Колледж всегда был ориентирован на прикладные дисциплины, адаптированные к потребностям рабочего рынка и направленные на повышение числа специализированных рабочих в Онтарио. Большинство программ включают обучение профессиональной терминологии на обоих официальных языках Канады (английском и французском). Также колледж предлагает разнообразные программы учебной практики на французском языке в сфере строительства и промышленности.
Колледж предлагает профессиональное образование по следующим направлениям:
- Управление — Administration
- Учебно-производственная практика — Apprenticeship programs
- Искусство и дизайн — Arts and design
- Коммуникация — Communications
- Компьютеры — Computers
- Строительство и механика — Construction and mechanics
- Электроника — Electronics
- Эстетика и парикмахерское дело — Esthetics and hairdressing
- Лесное дело и окружающая среда — Forestry and environment
- Здравоохранение — Health sciences
- Гостиничный бизнес — Hospitality
- Строительство домов и дизайн интерьера — Housing and interior design
- Средства массовой информации — Media
- Подготовительные программы — Preparatory programs
- Безопасность — Security
- Социальные науки — Social sciences
- Туризм и путешествия — Tourism and travel

## Общежития
Студенческое общежитие в колледже открылось в 2002 г. 4-этажное здание, расположенное рядом с главным кампусом, имеет 124 квартиры, в которых проживает 251 студент.

## Партнёрство
Колледж подписал ряд соглашений о сотрудничестве с университетами Канады, позволяющих выпускникам колледжа участвовать в студенческих и постдипломных программах по различным направлениям, включая управление, инженерное дело, компьютерные науки, журналистику и по ряду других.
Также колледж является партнёром elearnnetwork.ca, продвигая свои интернет-курсы и программы.
На международном уровне колледж подписал ряд партнёрских соглашений с вузами других стран.
Одна из программ колледжа существует в партнёрстве с Франко-онтарийским университетом, который был формально учреждён в 2017 г, однако фактически его кампус откроется в ТОронто лишь осенью 2021 г. Благодаря содействию колледжа первые сертификаты университета были получены студентами, проходившими обучение по программе в стенах колледжа.

## Стипендии
Фонд колледжа предлагает студентам различные стипендии, в том числе 250 вступительных премий.

## Спорт

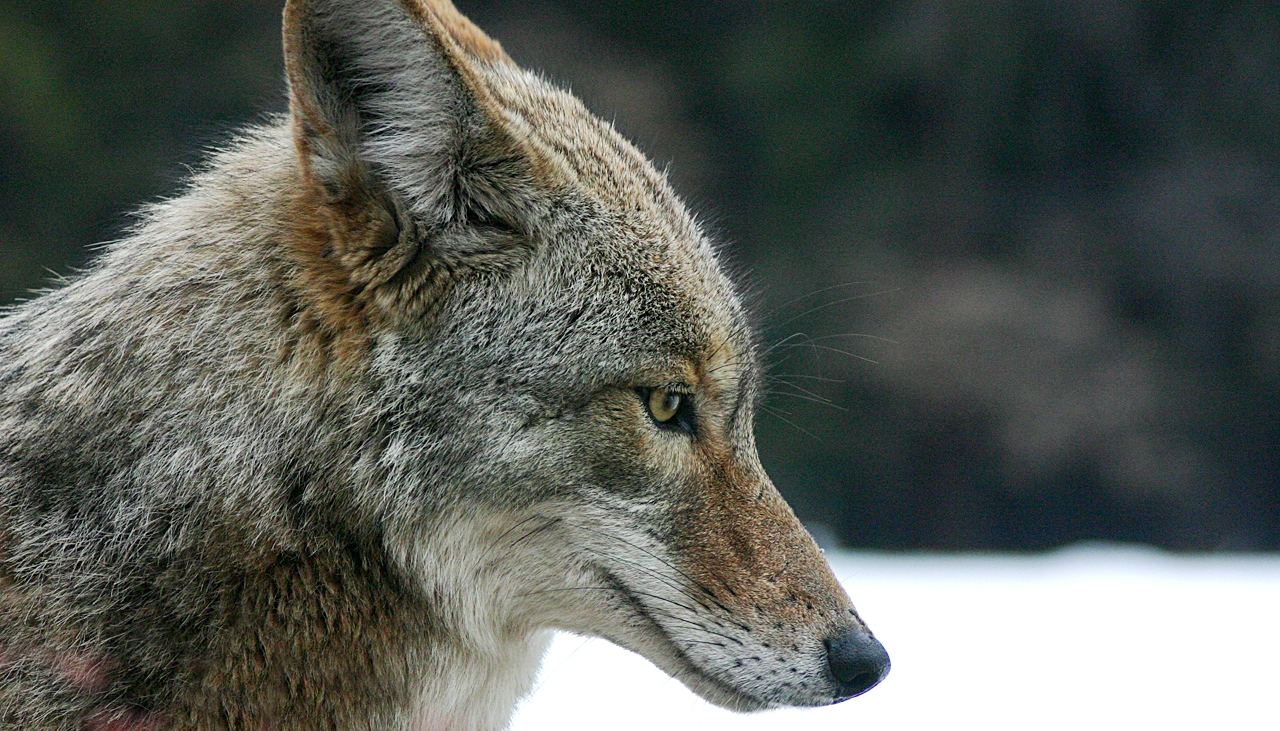
Профиль койота

Спортивные команды колледжа, известные под общим брендом Coyotes, участвуют в соревнованиях по мужскому и женскому футболу, волейболу, мужскому баскетболу. Владельцем команд является студенческая ассоциация. Колледж входит в Спортивную ассоциацию колледжей Онтарио (Ontario Colleges Athletic Association, OCAA) и Спортивную ассоциацию колледжей Канады (Canadian Colleges Athletic Association, CCAA).